# How Long, Not Long

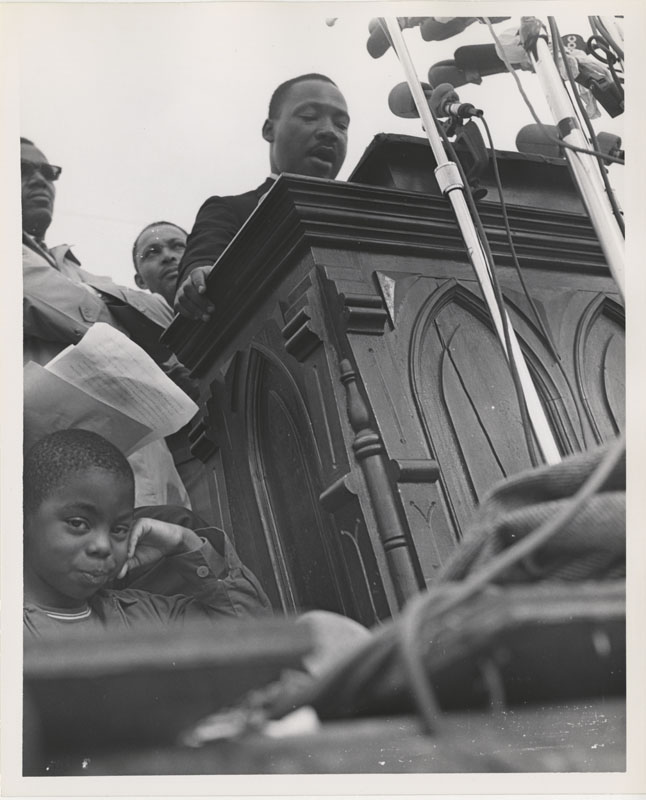
Martin Luther King, Jr. discursando na marcha de Montgomery, em 1965.

"How Long, Not Long" (em português:  "Quanto tempo, não muito") é o nome popular dado ao discurso público feito por Martin Luther King Jr. nos degraus do Capitólio Estadual em Montgomery, Alabama. Martin Luther King Jr. fez este discurso após a conclusão da Marcha de Selma a Montgomery em 25 de março de 1965. O discurso também é conhecido como "Our God Is Marching On!" (em português:  "Nosso Deus está marchando!")

## Principais trechos
- "No último domingo, mais de oito mil de nós começamos uma caminhada poderosa de Selma, Alabama. Caminhamos por vales desolados e por colinas difíceis. Caminhamos por estradas sinuosas e descansamos nossos corpos em caminhos rochosos. Alguns de nossos rostos estão queimados pelas erupções do sol escaldante. Alguns literalmente dormiram na lama. Fomos encharcados pelas chuvas. [Público:] (Fale) Nossos corpos estão cansados e nossos pés estão um pouco doloridos."[2]
- "Agora não é por acaso que uma das grandes marchas da história americana deve terminar em Montgomery, Alabama. (Sim, senhor) Há apenas dez anos, nesta mesma cidade, uma nova filosofia nasceu da luta dos negros. Montgomery foi a primeira cidade no Sul em que toda a comunidade negra se uniu e enfrentou diretamente seus antigos opressores. (Sim, senhor. Bem)"[2]
- "Eles nos disseram que não chegaríamos aqui. E houve aqueles que disseram que chegaríamos aqui apenas sobre seus cadáveres, (Bem. Sim, senhor. Fale), mas o mundo inteiro hoje sabe que estamos aqui e estamos diante das forças do poder no estado do Alabama dizendo: "Não vamos deixar ninguém nos fazer mudar de ideia." (Sim, senhor. Fale) [Aplausos]"[2]
- "Mais uma vez o método de resistência não violenta (Sim) foi desembainhado de sua bainha, e mais uma vez uma comunidade inteira foi mobilizada para confrontar o adversário. (Sim, senhor) E novamente a brutalidade de uma ordem moribunda grita por toda a terra. No entanto, Selma, Alabama, tornou-se um momento brilhante na consciência do homem. Se o pior da vida americana espreitava em sua rua escura, o melhor dos instintos americanos surgiu apaixonadamente de toda a nação para superá-lo."[2]
- "A batalha está em nossas mãos. E podemos responder com a não-violência criativa ao chamado para um terreno mais alto para o qual as novas direções de nossa luta nos convocam. (Sim, senhor) O caminho à frente não é totalmente suave. (Não) Não há rodovias largas que nos levem fácil e inevitavelmente a soluções rápidas. Mas devemos continuar."[2]
- "Nosso objetivo nunca deve ser derrotar ou humilhar o homem branco, mas ganhar sua amizade e compreensão. Devemos chegar a ver que o fim que buscamos é uma sociedade em paz consigo mesma, uma sociedade que possa viver com sua consciência. E esse será um dia não do homem branco, não do homem negro. Esse será o dia do homem como homem. (Sim)"[2]
- "Eu sei que você está se perguntando hoje: "Quanto tempo isso vai levar?" (Fale, senhor) Alguém está perguntando: "Por quanto tempo o preconceito cegará as visões dos homens, escurecerá seu entendimento e expulsará a sabedoria de olhos brilhantes de seu trono sagrado?" Alguém está perguntando: "Quando a justiça ferida, prostrada nas ruas de Selma e Birmingham e comunidades por todo o Sul, será erguida desta poeira de vergonha para reinar suprema entre os filhos dos homens?" Alguém está perguntando: "Quando a estrela radiante da esperança será lançada contra o seio noturno desta noite solitária, (Fale, fale, fale) arrancada de almas cansadas com correntes de medo e as algemas da morte? Por quanto tempo a justiça será crucificada, (Fale) e a verdade enterrada?" (Sim, senhor) Venho dizer a vocês esta tarde, por mais difícil que seja o momento, (Sim, senhor) por mais frustrante que seja a hora, não demorará muito, (Não, senhor) porque "a verdade esmagada na terra se levantará novamente." (Sim, senhor) Por quanto tempo? Não demorará muito, (Sim, senhor) porque "nenhuma mentira pode viver para sempre." (Sim, senhor) Por quanto tempo? Não demorará muito, (Tudo bem. Quanto tempo) porque "você colherá o que plantar." (Sim, senhor)"[2]
- "Por quanto tempo? Não muito, porque o arco do universo moral é longo, mas ele se curva em direção à justiça."[2]

## Texto completo
- Our God Is Marching On! texto completo de mlkonline.net